# Pseudophryne robinsoni
Pseudophryne robinsoni é uma espécie de anfíbio anuro da família Myobatrachidae. Está presente na Austrália. A UICN classificou-a como pouco preocupante.